# The Startup Kids
The Startup Kids é um documentário sobre jovens empresários da internet dos Estados Unidos e da Europa. Ele contém entrevistas com os fundadores do Vimeo, Dropbox, SoundCloud, Debito, entre outras, que falam sobre como eles começaram suas empresas e suas vidas como empreendedores. No decorrer do documentário, pessoas do cenário tecnológico falam sobre o ambiente startup, incluindo o capitalista de risco Tim Draper e MG Siegler, blogueiro de tecnologia do TechCrunch.
O filme foi feito por duas empreendedoras islandesas, Vala Halldorsdottir e Sesselja Vilhjalmsdottir, que fundaram sua primeira empresa pouco depois do colapso econômico da Islândia e quiseram motivar outras pessoas jovens a se tornarem empreendedoras.
O documentário está disponível em DVD ou para download no iTunes, e recebeu nota 6,6 de 10 no IMDb (Dezembro de 2012).

## Enredo
O documentário inicia com respostas sobre como é ser jovem empreendedor:
"Um fundador realmente bom parece estar construindo um groundswell (movimento global) mesmo quando não há nada lá. Então efetivamente ele é um mágico, ele cria algo do nada."
Tim Draper, Investidor/Draper Fisher Jurvetson
"Você está sempre à beira da sua confiança e tudo o que você está fazendo é basicamente algo para o qual mal está qualificado ou para o qual não está qualificado. É como pular de um precipício e ter que construir seu próprio pára-quedas." Drew Houston, Empreendedor/Dropbox
"Eu acho que um empreendedor é uma pessoa que ousa ter um sonho que não muitas pessoas têm e, ainda mais importante, ousa persegui-lo. (...) E ousa correr o risco de estar lá fora para realizar essa visão." Kristian Segerstrale, Empreendedor/Playfish
"Empreendedores são as pessoas mais loucas que poderíamos conhecer. São pessoas que têm um sonho ou uma ideia, têm algo que as mantêm acordadas a noite. Elas conseguem a oportunidade de, com esperanças, resolver aquele problema, ou fazer algo a respeito. Então os melhores empreendedores precisam frequentemente resolver seus próprios problemas, ou resolver algo grande, e eles podem realmente mudar o mundo." Daniel Levine, Investidor/Accel Partners
"Empreendedorismo no momento é como fumar. É bacana ser criativo, é bacana estar fazendo algo, e eu adoro essa energia." Hermione Way, Diretora de vídeo/The Next Web
Em seguida, são expostos fatores que proporcionam a criação de startups por jovens inovadores:
- Baixo custo para se começar um website;
- Facilidade e rapidez de se encontrar as informações necessárias na internet;
- Baixos riscos - jovens inovadores ao dedicarem tempo e esforço a uma criação sentem que não têm nada a perder.

A motivação que jovens empreendedores têm ao começar uma startup é descrita como pessoal: pode ser mudar o mundo, ou apenas ter paixão pelo produto que está desenvolvendo, ou até mesmo ganhar dinheiro e reconhecimento.
O documentário segue contando a história de algumas empresas e de seus jovens fundadores. Dentre todos os relatos, observa-se que alguns dos jovens empreendedores falharam em criar uma startup antes de alcançar sucesso.

## Jovens empreendedores

### Brian Wong (Kiip)
Brian Wong, um canadense que cresceu em Vancouver, começou sua carreira de empreendedor como freelancer de web design e aos 18 anos terminou sua graduação e se mudou para São Francisco, decidido a buscar oportunidades no Vale do Silício.  Ele tinha 19 anos quando recebeu investimento e criou o Kiip.

### Alexander Ljung (SoundCloud)
Alexander Ljung é CEO e co-fundador do SoundCloud. Ele nasceu na Suécia e se formou no Instituto Real de Tecnologia de Estocolmo onde estudou interação humano-computador. Ele conta que ao criar o SoundCloud, ele e seus colegas estavam muito empolgados em usufruir do produto, e não imaginavam o impacto que o SoundCloud teria na internet e no mundo. Alexander e sua equipe viram em Berlim um lugar com potencial criativo e lá montaram seu primeiro escritório em 2007. Ele define sua startup como uma bootstrap startup, pois em seu início era capaz de se manter sem investidores devido aos custos baixos.

### Jessica Mah (inDinero)
Jessica Mah é CEO e co-fundadora do inDinero. Ela começou a programar aos 13 anos e, tendo em vista seu interesse em fazer seus próprios jogos e sites, sua mãe a incentivou a fazer seu próprio negócio. Com isso, Jessica começou a ganhar dinheiro vendendo seus serviços de programadora. Aos 15 anos, terminou o ensino médio e foi para a Universidade da Califórnia em Berkeley, onde estudou ciência da computação. Na faculdade, ela conheceu Andy Su, junto a quem começou a criar o que viria a se tornar o inDinero.

### Leah Culver (Grove)
Leah Culver é CEO e co-fundadora do Grove.
Ela cresceu em Minnesota e começou a se interessar por programação quando tinha 15 anos, quando começou a fazer páginas de internet em HTML. Sua mãe era designer gráfico e ela pretendia seguir a mesma carreira. Quando terminou sua graduação na faculdade, ela se mudou para São Francisco, onde trabalhou em algumas startups até que decidiu criar a sua própria. Sua primeira startup, Pownce, teve sucesso, foi vendida e posteriormente foi encerrada. Mas ela seguiu em frente e criou o Grove.

### Ben Way (Rainmakers)
Ben Way cresceu na Inglaterra. Ele sofria de dislexia e aos 9 anos recebeu um laptop para auxiliar em seu aprendizado. Aos 15 anos, começou uma consultoria de informática; aos 17 anos, arrecadou uma fortuna de 20 milhões de dólares e aos 20 anos perdeu todo o dinheiro. Apesar da perda, Ben seguiu em frente e em 2003 fundou a Rainmakers.

### Zach Klein (Vimeo)
Zach Klein é co-fundador do Vimeo. Ele começou sua carreira em São Francisco durante a faculdade criando o site CollegeHumor junto a alguns colegas. Depois da graduação, em 2004, ele e seus parceiros se mudaram para Nova Iorque, onde a equipe do CollegeHumor cresceu. Posteriormente, Zach e um dos co-fundadores do CollegeHumor criaram o Vimeo. Em 2006, a IAC adquiriu o CollegeHumor e o Vimeo. Em 2008, Zach decidiu deixar a companhia.